# Registana
Registana (1. dubna 1996 – 31. července 2019) byl dostihový kůň, klisna, dvojnásobná vítězka Velké pardubické steeplechase z let 2003 a 2004, v obou ročnících s žokejem Peterem Gehmem v sedle. Narodila se v Německu z klisny Reklame po otci Tauchsport. Jejím novým majitelem se stala koncem roku 1999 dostihová stáj Wrbna Racing. V srpnu 2006 ukončila svoji dostihovou kariéru, během které absolvovala 33 závodů steeplechase, z nichž 21 vyhrála a získala tak 10 444 608 Kč.
Potomci
- 12. března 2008 – klisna Regine (GER) po Oscar (IRE)
- 28. března 2009 – valach Reaper (GER) po Sholokhov (IRE)
- 28. května 2010 – valach Rafa po Linngari (IRE)
- 7. dubna 2012 – valach Reki po Look Honay (IRE)
- 7. května 2013 – valach Randy po Next Desert (IRE)
- 13. dubna 2015 – klisna Relandi po Alandi (IRE)
- 14. června 2017 – hřebec Regtime po Age of Jape (POL)